# Konnevesi
Konnevesi est une municipalité du centre de la Finlande, dans la région de Finlande-Centrale et la province de Finlande occidentale.

## Histoire
La commune a une histoire récente. Elle n'a en effet été séparée de Rautalampi qu'en 1922.

## Géographie

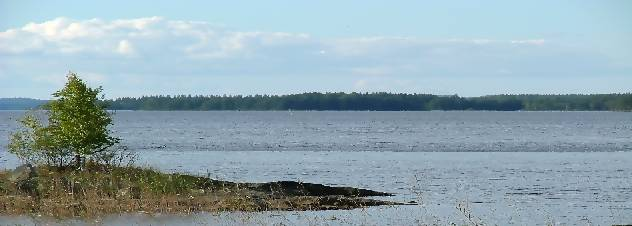
Vue du Pyhälahti.

Elle tire son nom du grand lac Konnevesi. Le slogan de la commune est Metsien ja vesien pitäjä, paroisse de lacs et de forêts, ce qui est particulièrement approprié. Elle est typique de la région des lacs, comptant pas moins de 600 km de rives lacustres. Sa nature sauvage abrite une station de recherche du département de biologie de l'université de Jyväskylä.
Sa principale curiosité architecturale est son église en granite gris datant de 1923, de style romantisme national.
Les municipalités voisines sont Hankasalmi au sud, Laukaa au sud-ouest, Äänekoski à l'ouest, et côté Savonie du Nord Vesanto au nord et Rautalampi à l'est.

## Économie
L'économie est largement basée sur l'exploitation de la forêt, est peu industrialisée et correspond à un chômage élevé. La population a baissé de 40 % depuis 1960 et se maintient difficilement au-dessus de 3 000 âmes.

## Politique et administration

### Conseil municipal
Les sièges des 17 conseillers municipaux sont répartis comme suit :
| Parti | Parti                              | Sièges 2021–2025 |
| ----- | ---------------------------------- | ---------------- |
|       | Parti social-démocrate de Finlande | 3                |
|       | Vrais Finlandais                   | 1                |
|       | Parti de la Coalition nationale    | 2                |
|       | Parti du centre                    | 9                |
|       | Ligue verte                        | 2                |
|       | Alliance de gauche                 | 1                |
|       | Chrétiens-démocrates               | 1                |

### Subdivisions administratives
Les villages de Konevesi sont Hänniskylä, Hytölä, Istunmäki, Kärkkäiskylä (l. Kirkonkylä), Lummukka, Mäkäräniemi, Pukara, Pyhälahti, Rossinkylä, Siikakoski, Sirkkamäki, Särkisalo, Lahdenkylä, Pyydyskylä (l. Välimäki), Leskelänkylä, Jouhtikylä et Tankolampi.
En général, cependant, les villages de Konnevesi sont regroupés en circonscriptions scolaires et en circonscriptions électorales: Hytölä, Istunmäki, Kirkonkylä, Sirkkamäki et Särkisalo.

## Transports
Konnevesi est traversée par la Kantatie 69 (Äänekoski-Suonenjoki).
Konnevesi est reliée à Viitasaari par la seututie 659 et à Keitele par le canal de Neituri.

## Lieux et monuments
- Häyrylänranta (fi)
- Silmutmäki (fi)
- Rapides de Konnevesi (fi)
- Pyhälahti (fi)
- Église de Konnevesi

## Démographie
Depuis 1980, l'évolution démographique de Konnevesi est la suivante, :
| Année      | 1980  | 1985  | 1990  | 1995  | 2000  | 2005  |
| ---------- | ----- | ----- | ----- | ----- | ----- | ----- |
| population | 3 541 | 3 484 | 3 435 | 3 388 | 3 217 | 3 099 |

| Année      | 2010  | 2015  | 2020  |
| ---------- | ----- | ----- | ----- |
| population | 2 963 | 2 819 | 2 623 |

## Personnalités
- Urho Kaleva Kekkonen (1900–1986), habitant estival

## Galerie

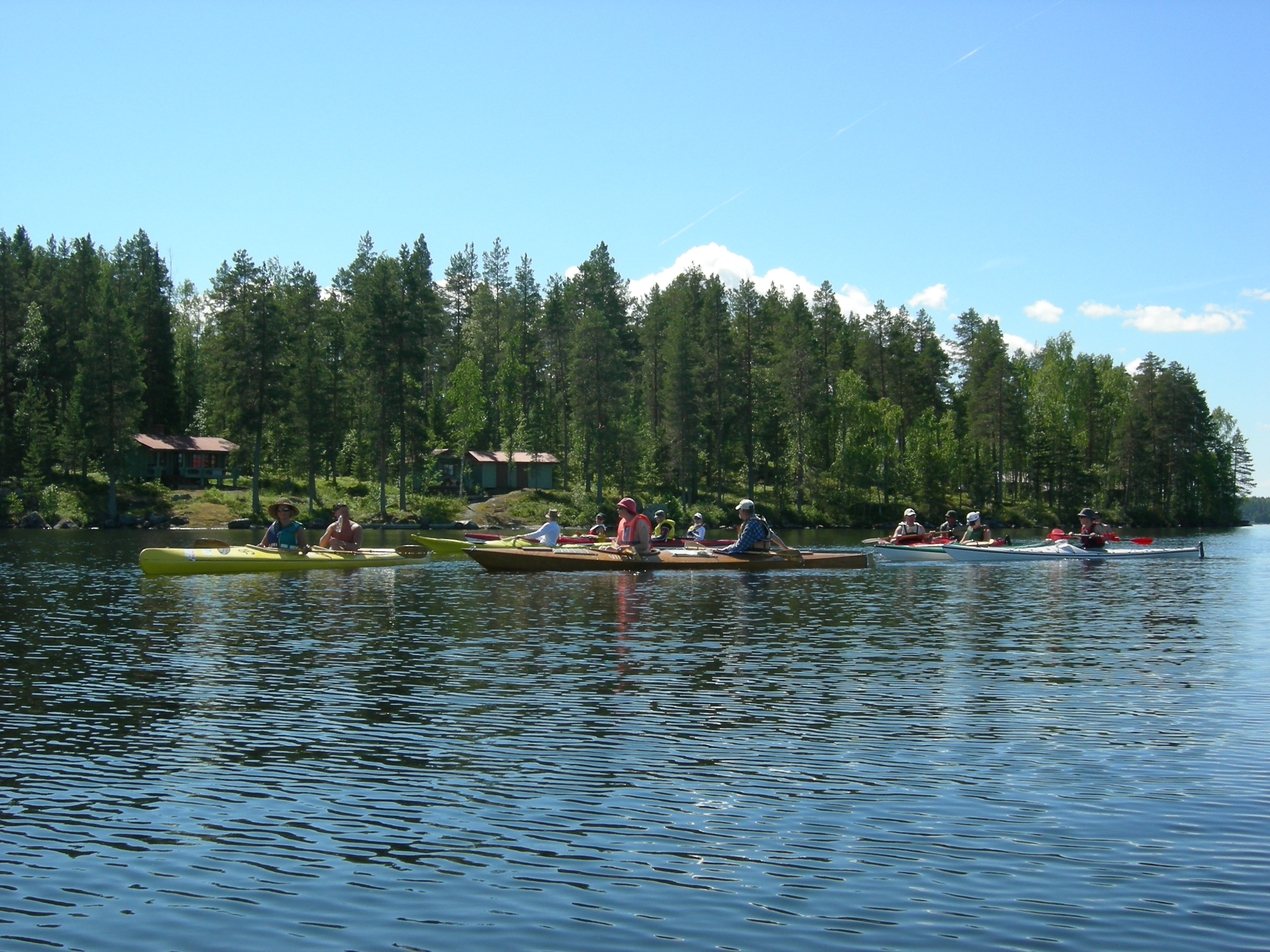
Les îles Nisusaaret.
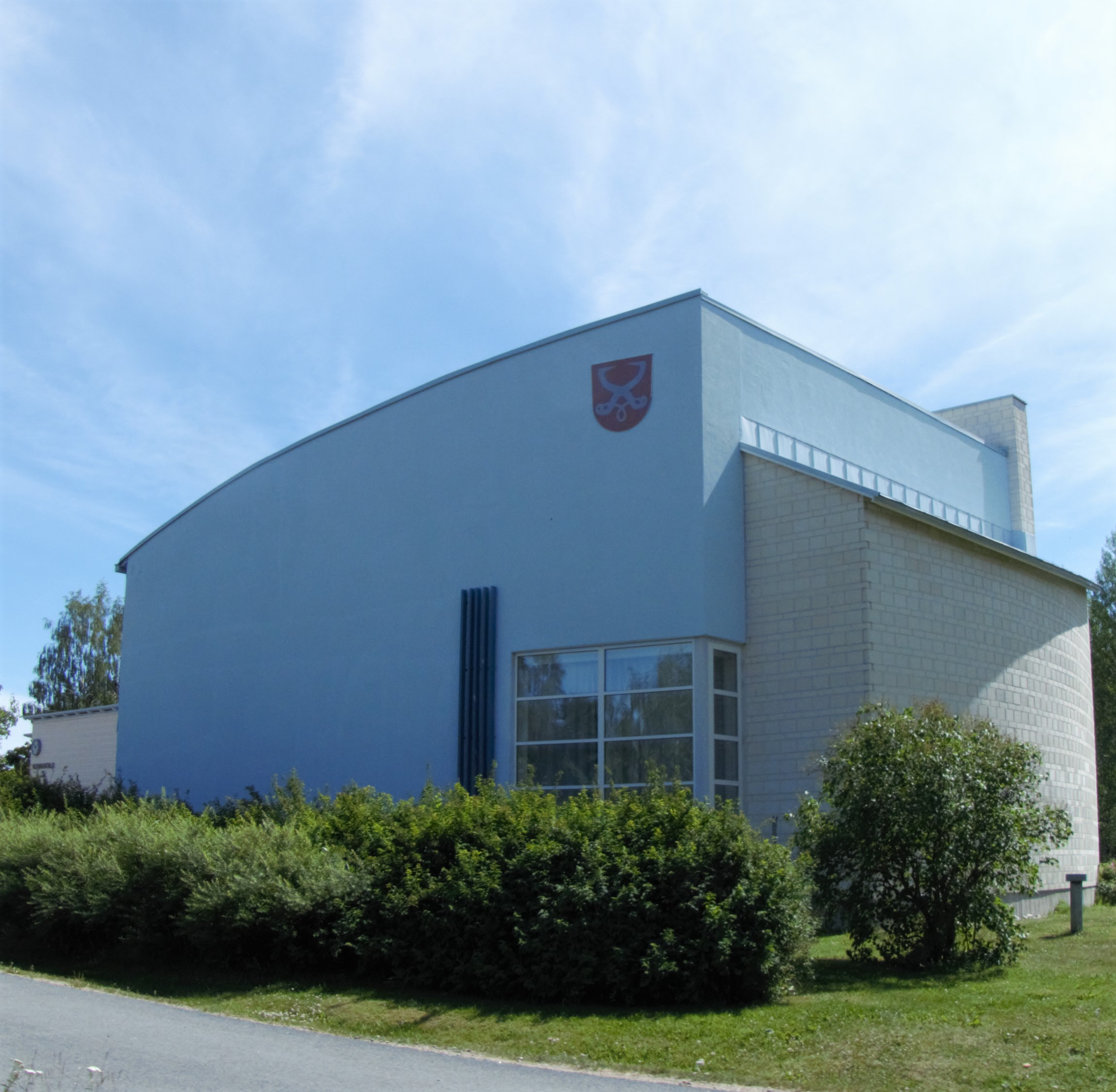
La mairie.
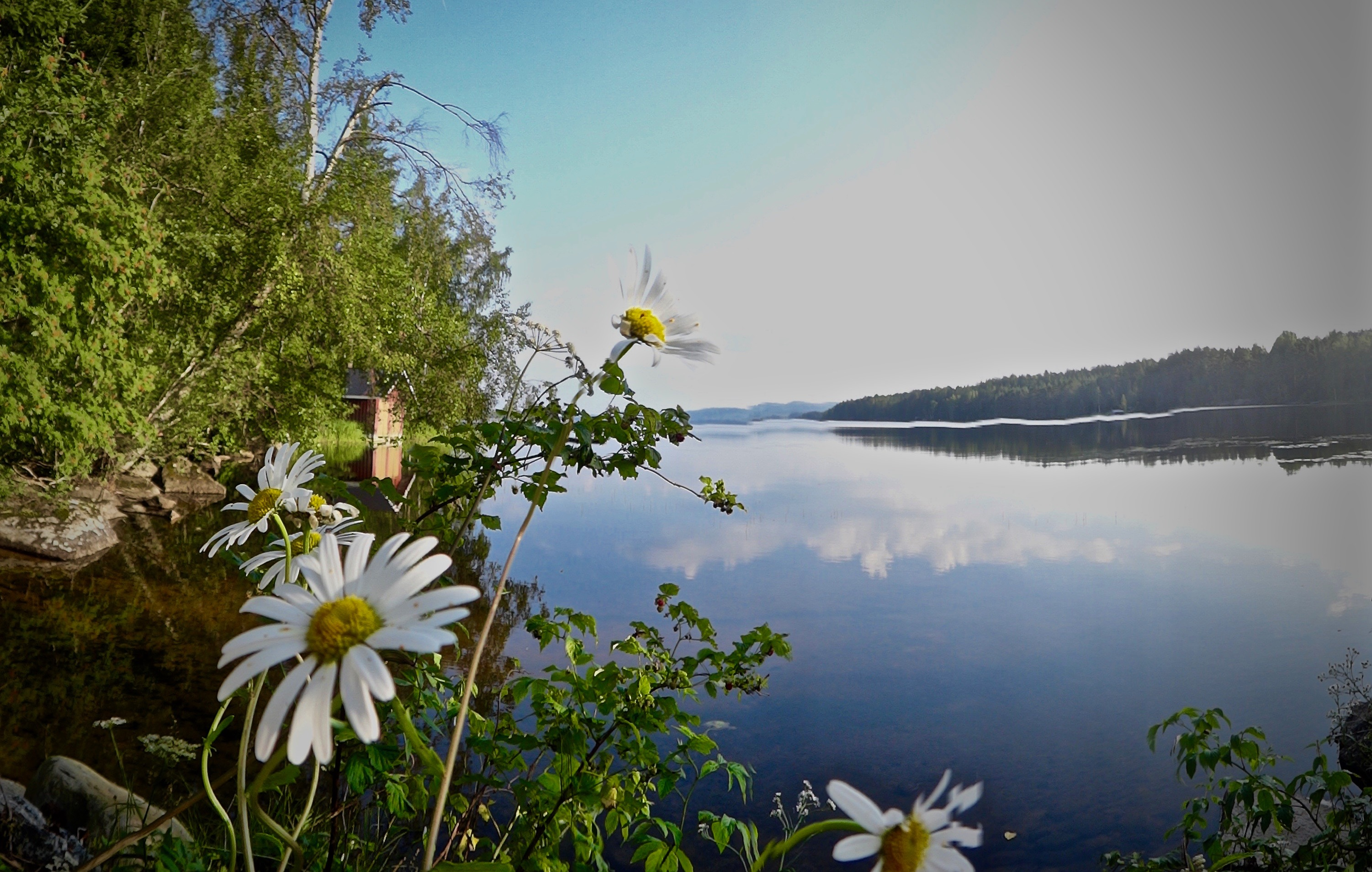
Uimaranta Pyhälahti, Keitele
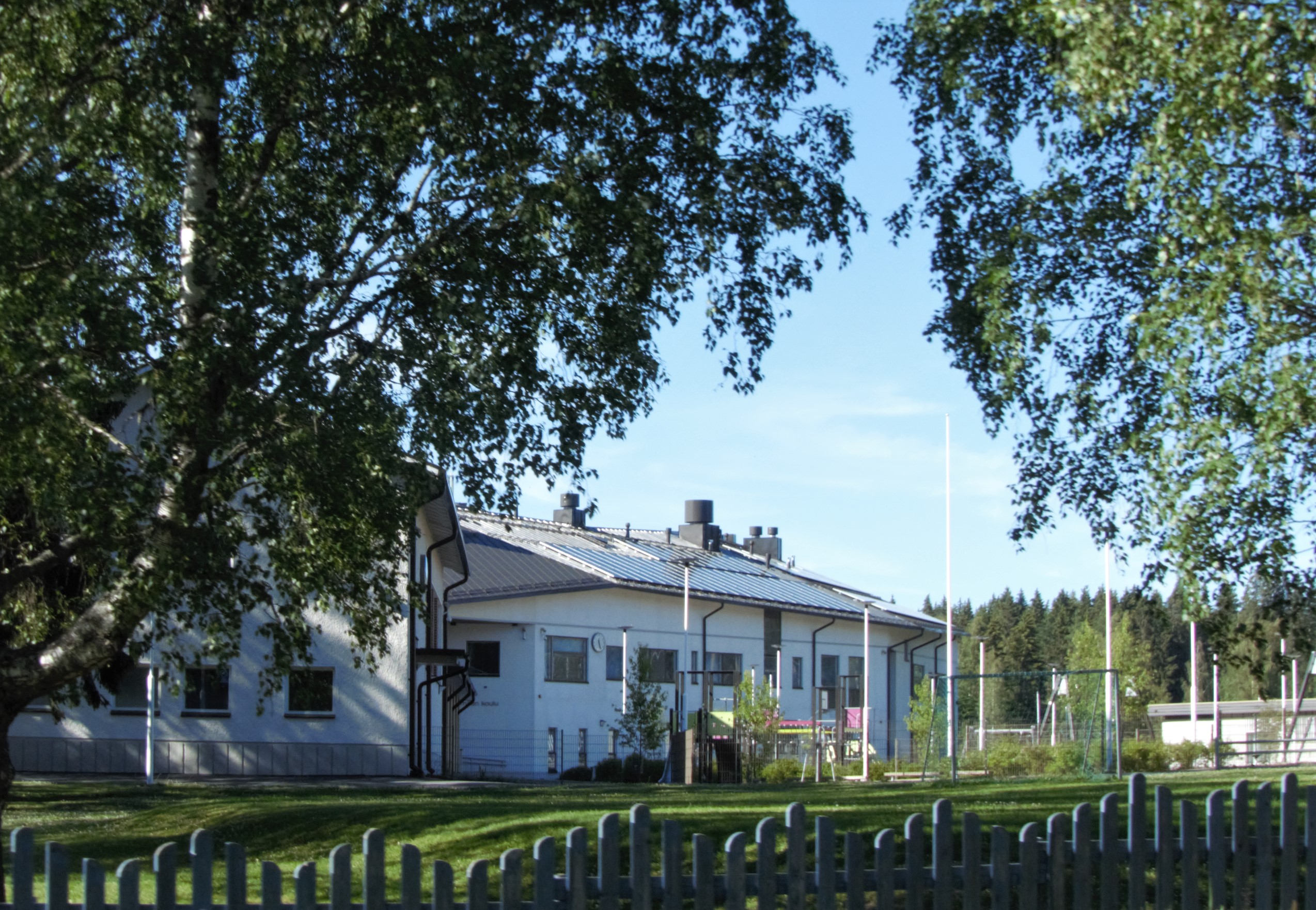
Centre de formation.
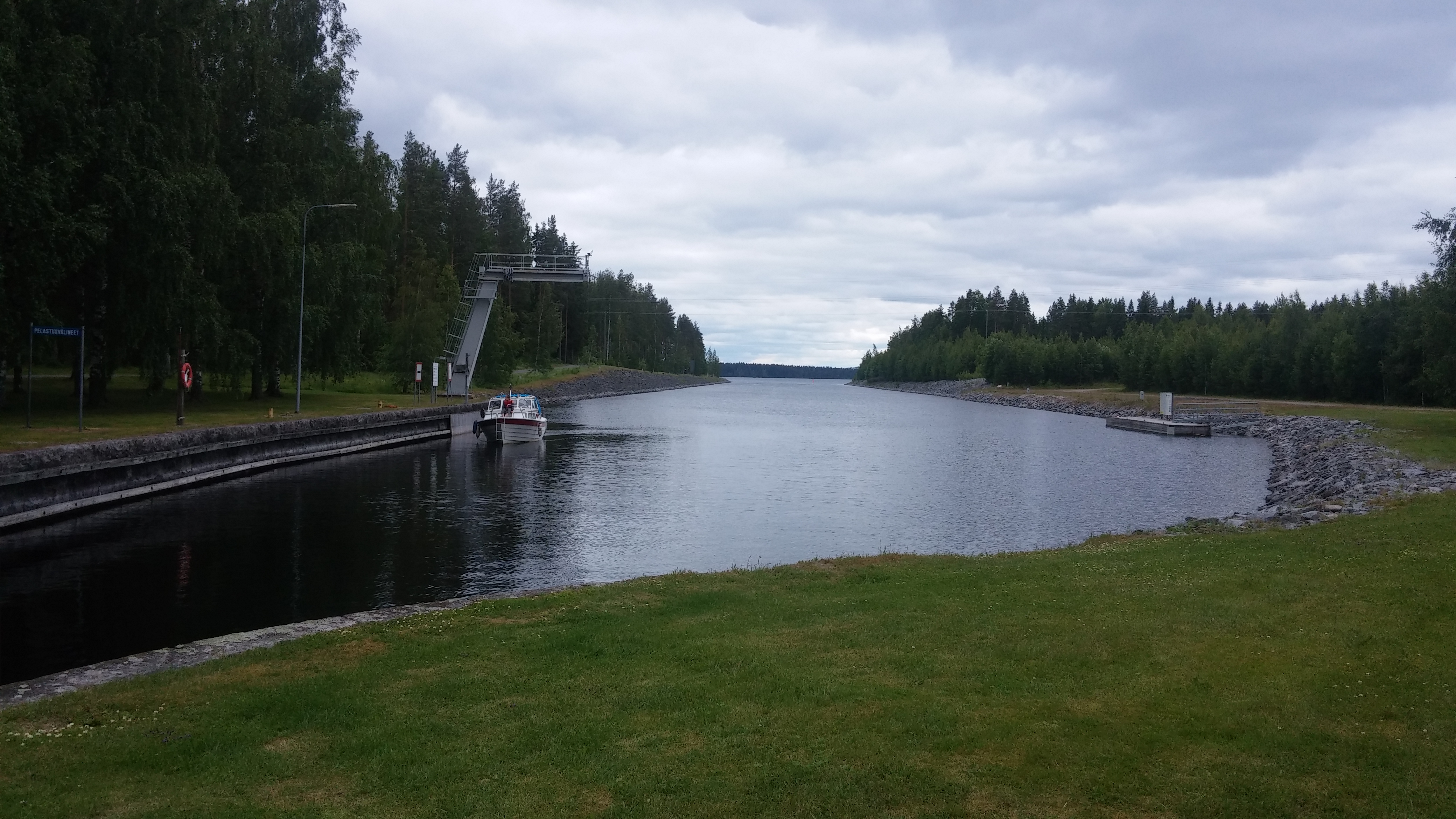
Le canal de Neituri (fi).
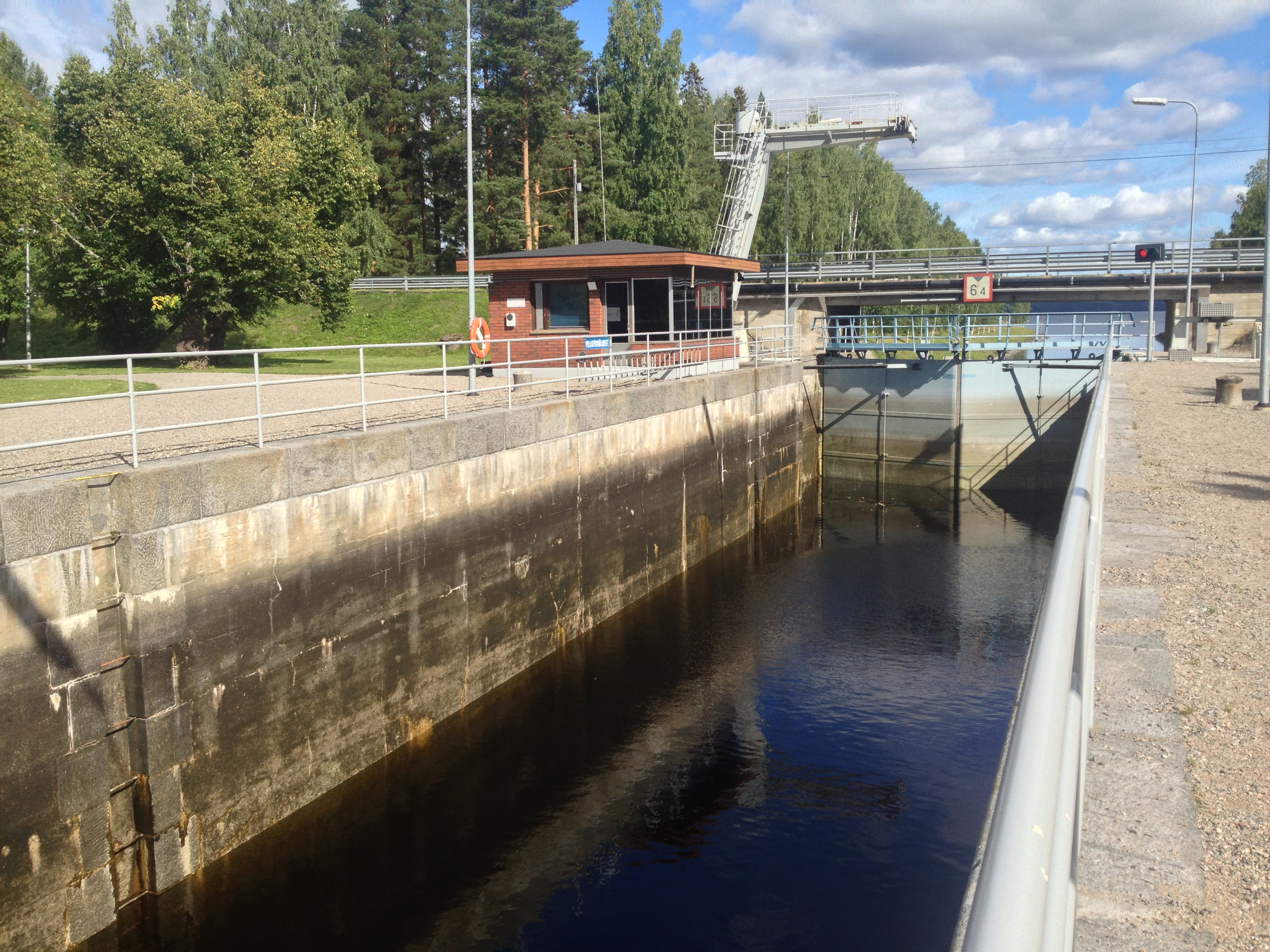
Le canal de Neituri.
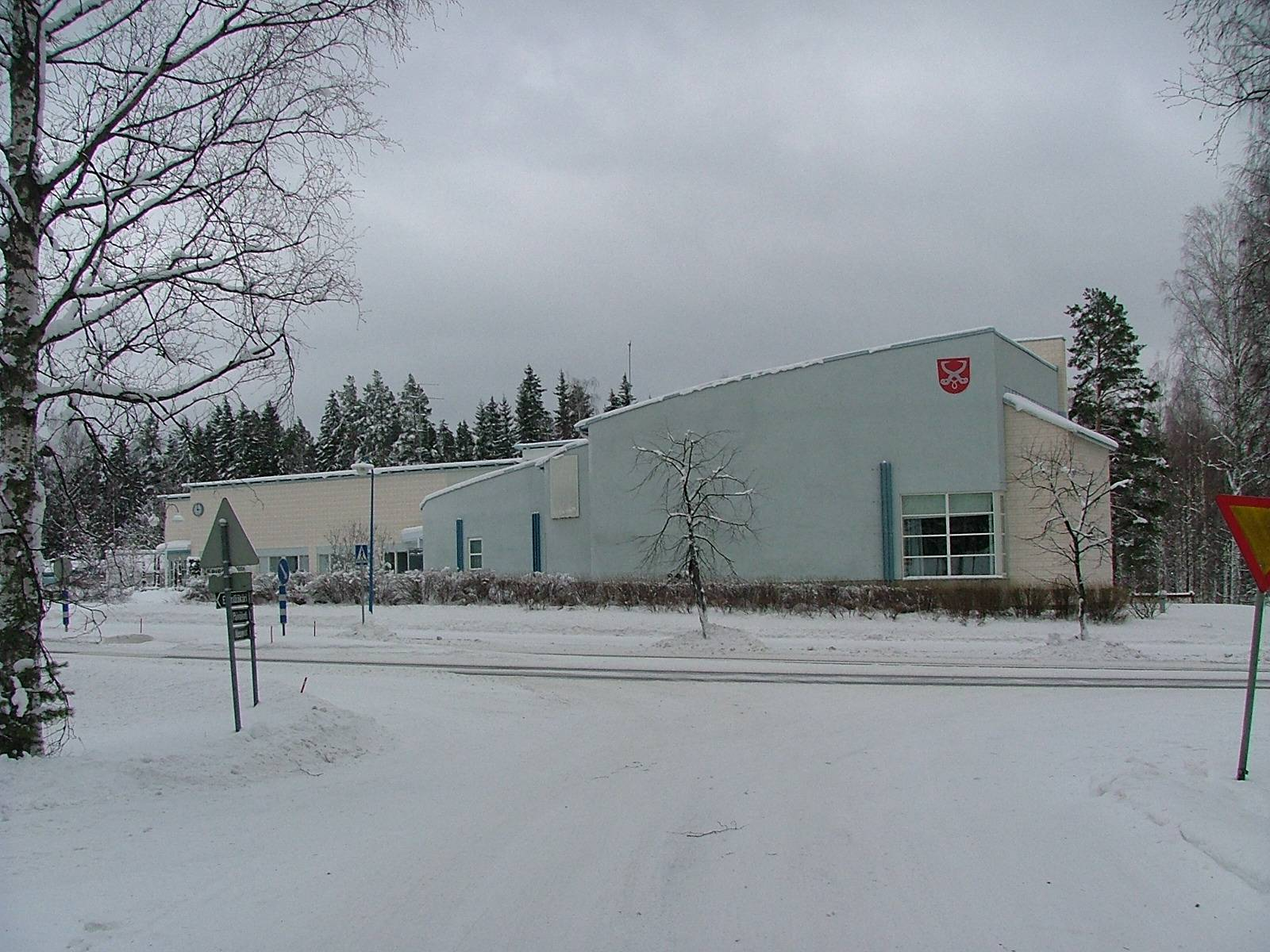
Mairie de Konnevesi.
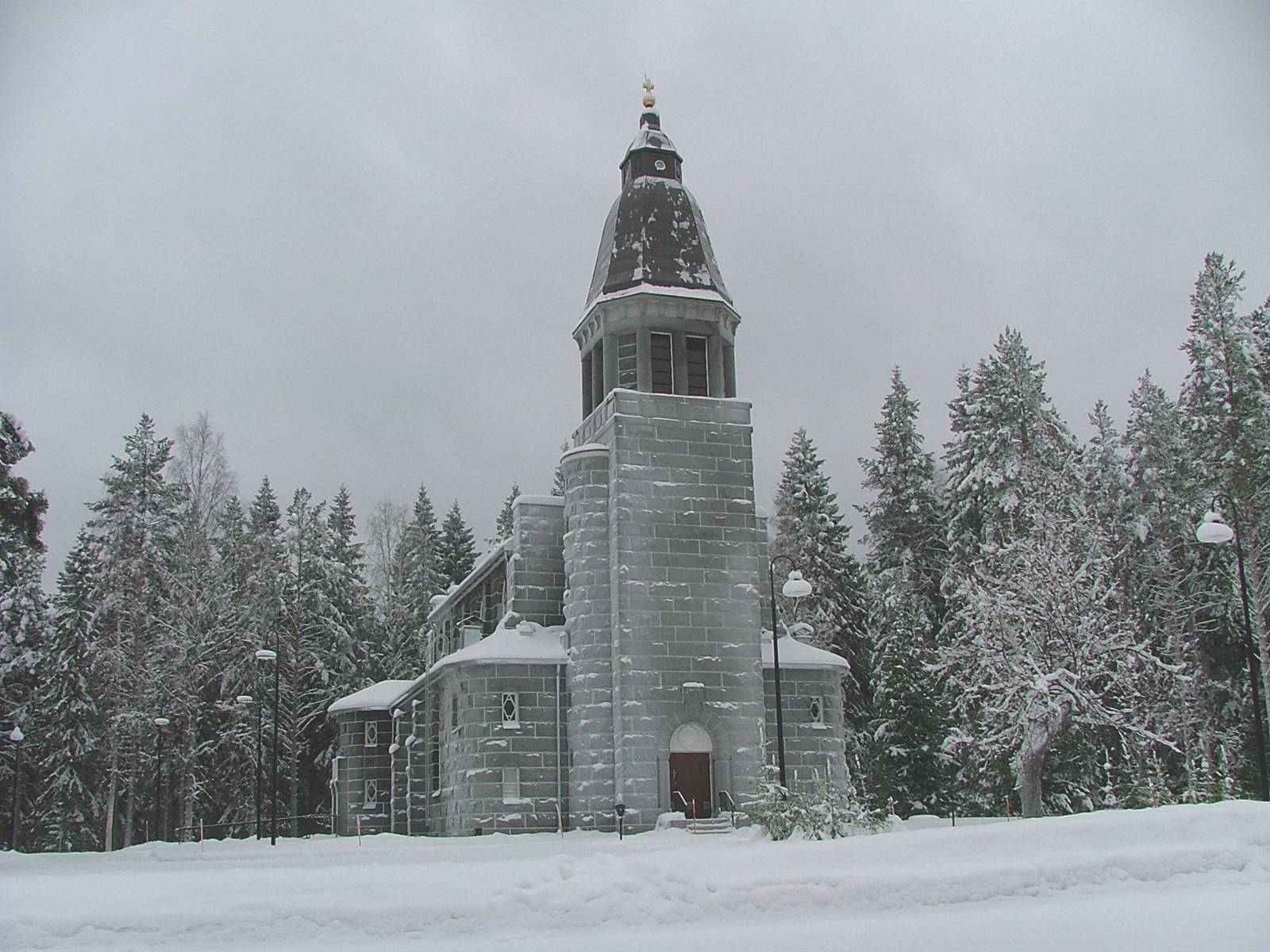
Église de Konnevesi.